# Víska u Jevíčka
Víska u Jevíčka település Csehországban, a Svitavyi járásban. Víska u Jevíčka Jevíčko, Biskupice és Chornice településekkel határos. Lakosainak száma 183 fő (2024. január 1.).

## Népesség
A település lakosságának változását az alábbi diagram mutatja:
| Lakosok száma | 351  | 369  | 327  | 209  | 181  | 154  | 158  | 156  | 157  | 183  |
|               | 1869 | 1900 | 1921 | 1961 | 1980 | 2011 | 2016 | 2019 | 2021 | 2024 |